# Ornella Grassi
Ornella Grassi (Pontremoli, 18 de febrero de 1952) es una actriz y cineasta italiana.

## Biografía
Grassi empezó a desempeñarse en los medios a los cinco años, cuando empezó a realizar transmisiones radiales infantiles para la RAI. Más tarde se inscribió en la Universidad de Florencia para estudiar lenguas. Su amplio conocimiento de otros idiomas como el francés, el inglés y el alemán la llevó a ser escogida por el cineasta François Truffaut para realizar la traducción simultánea de la película La signora della porta accanto, protagonizada por Gérard Depardieu y Fanny Ardant. A lo largo de su carrera ha participado en otro tipo de proyectos, como la escritura de guiones, la dirección cinematográfica y la política.

## Filmografía destacada

### Cine
- La ceremonia de los sentidos, dirigida por Antonio D'Agostino (1979)
- Síndrome veneciano, dirigida por Carlo U. Quinterio (1989)
- Con los ojos cerrados, dirigida por Francesca Archibugi (1994)
- Reality News, dirigida por Salvatore Vitiello (2011)
- El juicio de Artemisia Gentileschi, dirigida por Paolo Bussagli (2011, asistente de dirección)
- En guerra sin matar, dirigida por Ornella Grassi (2012)
- Una mujer, poco más que un nombre, dirigida por Ornella Grassi (2019)[4]